# Jason Petkovic
Jason Petkovic (n. Perth, Australia, 7 de diciembre de 1972), futbolista australiano, con ascendencia croata. Juega de portero y su primer equipo fue Adelaide City.

## Selección nacional
Ha sido internacional con la Selección de fútbol de Australia, ha jugado 16 partidos internacionales.

## Clubes
| Club          | País                 | Año       |
| ------------- | -------------------- | --------- |
| Adelaide City | Bandera de Australia | 1993-1999 |
| Perth Glory   | Bandera de Australia | 1999-2004 |
| Konyaspor     | Bandera de Turquía   | 2004-2005 |
| Perth Glory   | Bandera de Australia | 2005-     |

- Datos: Q2517170